# Gouvernement Andréas Papandréou II
Pour les articles homonymes, voir gouvernement Papandréou.
IIIe République hellénique
A. Papandréou I Tzannetákis
Le gouvernement Andréas Papandréou II (en grec moderne : Κυβέρνηση Ανδρέα Παπανδρέου 1985) est le gouvernement de la République hellénique entre le 5 juin 1985 et le 2 juillet 1989, sous la IVe législature du Parlement.
Il est dirigé par le socialiste Andréas Papandréou, à nouveau vainqueur des élections législatives à la majorité absolue. Il succède au gouvernement Papandréou I et cède le pouvoir au gouvernement de coalition du conservateur Tzannís Tzannetákis après que le PASOK a perdu sa majorité aux élections de 1989.

## Historique
Dirigé par le Premier ministre socialiste sortant Andréas Papandréou, fils de l'ancien chef de l'exécutif Geórgios Papandréou, ce gouvernement est constitué et soutenu par le Mouvement socialiste panhellénique (PASOK). Seul, il dispose de 161 députés sur 300, soit 53,7 % des sièges du Parlement.
Il est formé à la suite des élections législatives anticipées du 3 juin 1985.
Il succède donc au gouvernement Papandréou I, également constitué et soutenu par le seul PASOK.

### Formation
Au cours du scrutin, le PASOK totalise 45,8 % des voix, recul d'environ deux points par rapport aux élections de 1981, qui lui accorde une nette majorité absolue malgré la perte de 11 députés. Au pouvoir entre 1974 et 1981, la Nouvelle Démocratie (ND) refait une partie de son retard en totalisant 40,8 % des suffrages et 126 parlementaires.
Papandréou et son équipe de 13 ministres, au sein de laquelle il exerce personnellement la direction du ministère de la Défense nationale et du ministère de la Grèce du Nord, sont assermentés au palais présidentiel d'Athènes par le président de la République Khrístos Sartzetákis le 5 juin, deux jours après le scrutin. Il s'agit alors d'une équipe provisoire, dans l'attente d'une réforme de la structure de l'exécutif, qui intervient le 26 juillet,.

### Succession
Le 6 mars 1989, à dix semaines des élections législatives, le banquier Giórgos Koskotás, incarcéré aux États-Unis, accuse Papandréou de corruption. Selon lui, le Premier ministre et de hauts fonctionnaires auraient ordonné le transfert des fonds d'entreprises publiques vers la Banque de Crête, propriété de Koskotás, et auraient perçu en échange une partie des intérêts devenant revenir aux sociétés d'État. Niant toute implication, le chef de l'exécutif survit à une motion de censure puis procède, le 18 mars, à un important remaniement ministériel marqué par le départ de son bras droit Ménios Koutsógiorgas,,.
Lors du scrutin législatif, la ND devance le PASOK mais échoue à remporter la majorité absolue, à six sièges près. Elle s'associe alors la coalition de gauche radicale Synaspismós (SYN) et constitue un gouvernement sous l'autorité de Tzannís Tzannetákis afin d'écarter provisoirement Papandréou du pouvoir, réaliser quelques réformes et organiser de nouvelles élections.

## Composition

### Initiale (5 juin 1985)
- Les nouveaux ministres sont indiqués en gras, ceux ayant changé d'attributions en italique.

| Portefeuille | Titulaire | Titulaire                | Parti |
| --- | --------- | ------------------------ | ----- |
| Premier ministre Ministre de la Défense nationale Ministre de la Grèce du Nord                                                   |           | Andréas Papandréou       | PASOK |
| Ministre de la Présidence du gouvernement                                                                                        |           | Apóstolos Lázaris        | PASOK |
| Ministre de l'Intérieur |           | Ménios Koutsógiorgas     | PASOK |
| Ministre de l'Ordre public |           | Thanásis Tsoúras         | PASOK |
| Ministre des Affaires étrangères                                                                                                 |           | Ioánnis Charalambópoulos | PASOK |
| Ministre de l'Économie nationale et des Finances Ministre de la Marine marchande                                                 |           | Gerásimos Arsénis        | PASOK |
| Ministre de la Santé, du Bien-être social et de la Sécurité sociale                                                              |           | Geórgios Gennimatás      | PASOK |
| Ministre de la Justice |           | Mitliádis Papaïoánnou    | PASOK |
| Ministre de l'Éducation nationale et des Religions                                                                               |           | Apóstolos Kaklamánis     | PASOK |
| Ministre de la Culture |           | Mélina Merkoúri          | PASOK |
| Ministre de l'Agriculture |           | Konstantínos Simítis     | PASOK |
| Ministre de l'Environnement, de l'Aménagement du territoire et des Travaux publics Ministre des Transports et des Communications |           | Evángelos Kouloumpís     | PASOK |
| Ministre du Travail |           | Ákis Tsochatzópoulos     | PASOK |
| Ministre du Commerce |           | Níkos Akritídis          | PASOK |

### Remaniement du 26 juillet 1985
- Les nouveaux ministres sont indiqués en gras, ceux ayant changé d'attributions en italique.

| Portefeuille                                                                       | Titulaire | Titulaire                   | Parti |
| ---------------------------------------------------------------------------------- | --------- | --------------------------- | ----- |
| Premier ministre Ministre de la Défense nationale                                  |           | Andréas Papandréou          | PASOK |
| Vice-Premier ministre                                                              |           | Ioánnis Charalambópoulos    | PASOK |
| Ministre de la Présidence du gouvernement                                          |           | Ákis Tsochatzópoulos        | PASOK |
| Ministre de l'Intérieur et de l'Ordre public                                       |           | Ménios Koutsógiorgas        | PASOK |
| Ministre des Affaires étrangères                                                   |           | Károlos Papoúlias           | PASOK |
| Ministre de l'Économie nationale                                                   |           | Konstantínos Simítis        | PASOK |
| Ministre de la Santé, du Bien-être social et de la Sécurité sociale                |           | Geórgios Gennimatás         | PASOK |
| Ministre de la Justice                                                             |           | Geórgios-Aléxandros Magákis | PASOK |
| Ministre de l'Éducation nationale et des Religions                                 |           | Apóstolos Kaklamánis        | PASOK |
| Ministre de la Culture                                                             |           | Mélina Merkoúri             | PASOK |
| Ministre des Finances                                                              |           | Dimítris Tsovólas           | PASOK |
| Ministre de la Grèce du Nord                                                       |           | Giánnis Papadópoulos (el)   | PASOK |
| Ministre de la Mer Égée                                                            |           | Kosmás Sphyríou             | PASOK |
| Ministre de l'Agriculture                                                          |           | Giánnis Pottákis            | PASOK |
| Ministre de l'Environnement, de l'Aménagement du territoire et des Travaux publics |           | Evángelos Kouloumpís        | PASOK |
| Ministre du Travail                                                                |           | Evángelos Giannópoulos      | PASOK |
| Ministre de l'Industrie, de l'Énergie et de la Technologie                         |           | Leftéris Veryvákis          | PASOK |
| Ministre du Commerce                                                               |           | Níkos Akritídis             | PASOK |
| Ministre des Transports et des Communications                                      |           | Geórgios Papadimbríou       | PASOK |
| Ministre de la Marine marchande                                                    |           | Efstáthios Alexandrís       | PASOK |

### Remaniement du 25 avril 1986
- Les nouveaux ministres sont indiqués en gras, ceux ayant changé d'attributions en italique.

| Portefeuille                                                                       | Titulaire | Titulaire                 | Parti |
| ---------------------------------------------------------------------------------- | --------- | ------------------------- | ----- |
| Premier ministre                                                                   |           | Andréas Papandréou        | PASOK |
| Vice-Premier ministre Ministre de la Défense nationale                             |           | Ioánnis Charalambópoulos  | PASOK |
| Ministre de la Présidence du gouvernement                                          |           | Ákis Tsochatzópoulos      | PASOK |
| Ministre de l'Intérieur                                                            |           | Ménios Koutsógiorgas      | PASOK |
| Ministre de l'Ordre public                                                         |           | Antónis Drosogiánnis      | PASOK |
| Ministre des Affaires étrangères                                                   |           | Károlos Papoúlias         | PASOK |
| Ministre de l'Économie nationale                                                   |           | Konstantínos Simítis      | PASOK |
| Ministre de la Santé, du Bien-être social et de la Sécurité sociale                |           | Geórgios Gennimatás       | PASOK |
| Ministre de la Justice                                                             |           | Apóstolos Kaklamánis      | PASOK |
| Ministre de l'Éducation nationale et des Religions                                 |           | Antónis Trítsis           | PASOK |
| Ministre de la Culture                                                             |           | Mélina Merkoúri           | PASOK |
| Ministre des Finances                                                              |           | Dimítris Tsovólas         | PASOK |
| Ministre de la Grèce du Nord                                                       |           | Giánnis Papadópoulos (el) | PASOK |
| Ministre de la Mer Égée                                                            |           | Kosmás Sphyríou           | PASOK |
| Ministre de l'Agriculture                                                          |           | Giánnis Pottákis          | PASOK |
| Ministre de l'Environnement, de l'Aménagement du territoire et des Travaux publics |           | Evángelos Kouloumpís      | PASOK |
| Ministre du Travail                                                                |           | Evángelos Giannópoulos    | PASOK |
| Ministre de l'Industrie, de l'Énergie et de la Technologie                         |           | Márkos Nátsinas           | PASOK |
| Ministre du Commerce                                                               |           | Geórgios Katsipháras      | PASOK |
| Ministre des Transports et des Communications                                      |           | Geórgios Papadimbríou     | PASOK |
| Ministre de la Marine marchande                                                    |           | Efstáthios Alexandrís     | PASOK |

### Remaniement du 31 octobre 1986
- Les nouveaux ministres sont indiqués en gras, ceux ayant changé d'attributions en italique.

| Portefeuille                                                                       | Titulaire | Titulaire                 | Parti |
| ---------------------------------------------------------------------------------- | --------- | ------------------------- | ----- |
| Premier ministre                                                                   |           | Andréas Papandréou        | PASOK |
| Vice-Premier ministre Ministre de la Défense nationale                             |           | Ioánnis Charalambópoulos  | PASOK |
| Ministre de la Présidence du gouvernement                                          |           | Ákis Tsochatzópoulos      | PASOK |
| Ministre de l'Intérieur                                                            |           | Ménios Koutsógiorgas      | PASOK |
| Ministre de l'Ordre public                                                         |           | Antónis Drosogiánnis      | PASOK |
| Ministre des Affaires étrangères                                                   |           | Károlos Papoúlias         | PASOK |
| Ministre de la Défense nationale                                                   |           | Ioánnis Charalambópoulos  | PASOK |
| Ministre de l'Économie nationale                                                   |           | Konstantínos Simítis      | PASOK |
| Ministre de la Santé, du Bien-être social et de la Sécurité sociale                |           | Geórgios Gennimatás       | PASOK |
| Ministre de la Justice                                                             |           | Apóstolos Kaklamánis      | PASOK |
| Ministre de l'Éducation nationale et des Religions                                 |           | Antónis Trítsis           | PASOK |
| Ministre de la Culture                                                             |           | Mélina Merkoúri           | PASOK |
| Ministre des Finances                                                              |           | Dimítris Tsovólas         | PASOK |
| Ministre de la Grèce du Nord                                                       |           | Giánnis Papadópoulos (el) | PASOK |
| Ministre de la Mer Égée                                                            |           | Kosmás Sphyríou           | PASOK |
| Ministre de l'Agriculture                                                          |           | Giánnis Pottákis          | PASOK |
| Ministre de l'Environnement, de l'Aménagement du territoire et des Travaux publics |           | Evángelos Kouloumpís      | PASOK |
| Ministre du Travail                                                                |           | Konstantínos Papanagiótou | PASOK |
| Ministre de l'Industrie, de l'Énergie et de la Technologie                         |           | Anastásios Peponís        | PASOK |
| Ministre du Commerce                                                               |           | Vassílis Saradítis        | PASOK |
| Ministre des Transports et des Communications                                      |           | Kóstas Bantouvás          | PASOK |
| Ministre de la Marine marchande                                                    |           | Efstáthios Alexandrís     | PASOK |

### Remaniement du 5 février 1987
- Les nouveaux ministres sont indiqués en gras, ceux ayant changé d'attributions en italique.

| Portefeuille                                                                       | Titulaire | Titulaire                   | Parti |
| ---------------------------------------------------------------------------------- | --------- | --------------------------- | ----- |
| Premier ministre                                                                   |           | Andréas Papandréou          | PASOK |
| Vice-Premier ministre Ministre de la Défense nationale                             |           | Ioánnis Charalambópoulos    | PASOK |
| Ministre de la Présidence du gouvernement                                          |           | Apóstolos Kaklamánis        | PASOK |
| Ministre de l'Intérieur                                                            |           | Manólis Papastephanákis     | PASOK |
| Ministre de l'Ordre public                                                         |           | Antónis Drosogiánnis        | PASOK |
| Ministre des Affaires étrangères                                                   |           | Károlos Papoúlias           | PASOK |
| Ministre de l'Économie nationale                                                   |           | Konstantínos Simítis        | PASOK |
| Ministre de la Santé, du Bien-être social et de la Sécurité sociale                |           | Geórgios-Aléxandros Magákis | PASOK |
| Ministre de la Justice                                                             |           | Leftéris Veryvákis          | PASOK |
| Ministre de l'Éducation nationale et des Religions                                 |           | Antónis Trítsis             | PASOK |
| Ministre de la Culture                                                             |           | Mélina Merkoúri             | PASOK |
| Ministre des Finances                                                              |           | Dimítris Tsovólas           | PASOK |
| Ministre de la Grèce du Nord                                                       |           | Stélios Papathemelís        | PASOK |
| Ministre de la Mer Égée                                                            |           | Pétros Válvis               | PASOK |
| Ministre de l'Agriculture                                                          |           | Giánnis Pottákis            | PASOK |
| Ministre de l'Environnement, de l'Aménagement du territoire et des Travaux publics |           | Evángelos Kouloumpís        | PASOK |
| Ministre du Travail                                                                |           | Konstantínos Papanagiótou   | PASOK |
| Ministre de l'Industrie, de l'Énergie et de la Technologie                         |           | Anastásios Peponís          | PASOK |
| Ministre du Commerce                                                               |           | Panagiótis Roumeliótis      | PASOK |
| Ministre des Transports et des Communications                                      |           | Kóstas Bantouvás            | PASOK |
| Ministre de la Marine marchande                                                    |           | Efstáthios Alexandrís       | PASOK |
| Ministre sans portefeuille                                                         |           | Athanásios Philippópoulos   | PASOK |

### Remaniement du 23 septembre 1987
- Les nouveaux ministres sont indiqués en gras, ceux ayant changé d'attributions en italique.

| Portefeuille                                                                       | Titulaire | Titulaire                                                         | Parti |
| ---------------------------------------------------------------------------------- | --------- | ----------------------------------------------------------------- | ----- |
| Premier ministre                                                                   |           | Andréas Papandréou                                                | PASOK |
| Vice-Premier ministre Ministre de la Défense nationale                             |           | Ioánnis Charalambópoulos                                          | PASOK |
| Vice-Premier ministre Ministre de la Justice                                       |           | Ménios Koutsógiorgas                                              | PASOK |
| Ministre de la Présidence du gouvernement                                          |           | Apóstolos Kaklamánis                                              | PASOK |
| Ministre de l'Intérieur                                                            |           | Ákis Tsochatzópoulos                                              | PASOK |
| Ministre de l'Ordre public                                                         |           | Antónis Drosogiánnis                                              | PASOK |
| Ministre des Affaires étrangères                                                   |           | Károlos Papoúlias                                                 | PASOK |
| Ministre de l'Économie nationale                                                   |           | Konstantínos Simítis (jusqu'au 27/11/1987) Panagiótis Roumeliótis | PASOK |
| Ministre de la Santé, du Bien-être social et de la Sécurité sociale                |           | Giánnis Phlóros                                                   | PASOK |
| Ministre de l'Éducation nationale et des Religions                                 |           | Antónis Trítsis (jusqu'au 09/05/1988) Apóstolos Kaklamánis a.i.   | PASOK |
| Ministre de la Culture                                                             |           | Mélina Merkoúri                                                   | PASOK |
| Ministre des Finances                                                              |           | Dimítris Tsovólas                                                 | PASOK |
| Ministre de la Grèce du Nord                                                       |           | Stélios Papathemelís                                              | PASOK |
| Ministre de la Mer Égée                                                            |           | Pétros Válvis                                                     | PASOK |
| Ministre de l'Agriculture                                                          |           | Giánnis Pottákis                                                  | PASOK |
| Ministre de l'Environnement, de l'Aménagement du territoire et des Travaux publics |           | Evángelos Kouloumpís                                              | PASOK |
| Ministre du Travail                                                                |           | Geórgios Gennimatás                                               | PASOK |
| Ministre de l'Industrie, de l'Énergie et de la Technologie                         |           | Anastásios Peponís                                                | PASOK |
| Ministre du Commerce                                                               |           | Níkos Akritídis                                                   | PASOK |
| Ministre des Transports et des Communications                                      |           | Kóstas Bantouvás                                                  | PASOK |
| Ministre de la Marine marchande                                                    |           | Evángelos Giannópoulos                                            | PASOK |
| Ministre sans portefeuille                                                         |           | Athanásios Philippópoulos                                         | PASOK |

### Remaniement du 22 juin 1988
- Les nouveaux ministres sont indiqués en gras, ceux ayant changé d'attributions en italique.

| Portefeuille                                                                       | Titulaire | Titulaire                              | Parti |
| ---------------------------------------------------------------------------------- | --------- | -------------------------------------- | ----- |
| Premier ministre                                                                   |           | Andréas Papandréou                     | PASOK |
| Vice-Premier ministre Ministre de la Défense nationale                             |           | Ioánnis Charalambópoulos               | PASOK |
| Vice-Premier ministre Ministre de la Justice                                       |           | Ménios Koutsógiorgas                   | PASOK |
| Ministre de la Présidence du gouvernement                                          |           | Apóstolos Kaklamánis                   | PASOK |
| Ministre de l'Intérieur                                                            |           | Ákis Tsochatzópoulos                   | PASOK |
| Ministre de l'Ordre public                                                         |           | Tássos Sechiótis (jusqu'au 11/11/1988) | PASOK |
| Ministre des Affaires étrangères                                                   |           | Károlos Papoúlias                      | PASOK |
| Ministre de l'Économie nationale                                                   |           | Panagiótis Roumeliótis                 | PASOK |
| Ministre de la Santé, du Bien-être social et de la Sécurité sociale                |           | Giánnis Phlóros                        | PASOK |
| Ministre de l'Éducation nationale et des Religions                                 |           | Giórgos Papandréou                     | PASOK |
| Ministre de la Culture                                                             |           | Mélina Merkoúri                        | PASOK |
| Ministre des Finances                                                              |           | Dimítris Tsovólas                      | PASOK |
| Ministre de la Grèce du Nord                                                       |           | Stélios Papathemelís                   | PASOK |
| Ministre de la Mer Égée                                                            |           | Pétros Válvis                          | PASOK |
| Ministre de l'Agriculture                                                          |           | Giánnis Pottákis                       | PASOK |
| Ministre de l'Environnement, de l'Aménagement du territoire et des Travaux publics |           | Evángelos Kouloumpís                   | PASOK |
| Ministre du Travail                                                                |           | Geórgios Gennimatás                    | PASOK |
| Ministre de l'Industrie, de l'Énergie et de la Technologie                         |           | Anastásios Peponís                     | PASOK |
| Ministre du Commerce                                                               |           | Níkos Akritídis                        | PASOK |
| Ministre des Transports et des Communications                                      |           | Giórgos Pétsos                         | PASOK |
| Ministre de la Marine marchande                                                    |           | Evángelos Giannópoulos                 | PASOK |
| Ministre sans portefeuille                                                         |           | Athanásios Philippópoulos              | PASOK |
| Ministre sans portefeuille                                                         |           | Krístos Markópoulos                    | PASOK |

### Remaniement du 18 novembre 1988
- Les nouveaux ministres sont indiqués en gras, ceux ayant changé d'attributions en italique.

| Portefeuille                                                                       | Titulaire | Titulaire                                  | Parti |
| ---------------------------------------------------------------------------------- | --------- | ------------------------------------------ | ----- |
| Premier ministre                                                                   |           | Andréas Papandréou                         | PASOK |
| Ministre de la Présidence du gouvernement                                          |           | Ménios Koutsógiorgas (jusqu'au 16/03/1989) | PASOK |
| Ministre de l'Intérieur                                                            |           | Ákis Tsochatzópoulos                       | PASOK |
| Ministre de l'Ordre public                                                         |           | Giórgos Pétsos                             | PASOK |
| Ministre des Affaires étrangères                                                   |           | Károlos Papoúlias                          | PASOK |
| Ministre de la Défense nationale                                                   |           | Ioánnis Charalambópoulos                   | PASOK |
| Ministre de l'Économie nationale                                                   |           | Panagiótis Roumeliótis                     | PASOK |
| Ministre de la Santé, du Bien-être social et de la Sécurité sociale                |           | Apóstolos Kaklamánis                       | PASOK |
| Ministre de la Justice                                                             |           | Vassíleios Rótis                           | PASOK |
| Ministre de l'Éducation nationale et des Religions                                 |           | Giórgos Papandréou                         | PASOK |
| Ministre de la Culture                                                             |           | Mélina Merkoúri                            | PASOK |
| Ministre des Finances                                                              |           | Dimítris Tsovólas                          | PASOK |
| Ministre de la Grèce du Nord                                                       |           | Stélios Papathemelís                       | PASOK |
| Ministre de la Mer Égée                                                            |           | Evángelos Giannópoulos                     | PASOK |
| Ministre de l'Agriculture                                                          |           | Giánnis Pottákis                           | PASOK |
| Ministre de l'Environnement, de l'Aménagement du territoire et des Travaux publics |           | Vassílis Kedíkoglou                        | PASOK |
| Ministre du Travail                                                                |           | Geórgios Gennimatás                        | PASOK |
| Ministre de l'Industrie, de l'Énergie et de la Technologie                         |           | Anastásios Peponís                         | PASOK |
| Ministre du Commerce                                                               |           | Níkos Akritídis                            | PASOK |
| Ministre des Transports et des Communications                                      |           | Giánnis Charalámpous                       | PASOK |
| Ministre de la Marine marchande                                                    |           | Vassílis Saradítis                         | PASOK |
| Ministre sans portefeuille                                                         |           | Athanásios Philippópoulos                  | PASOK |
| Ministre sans portefeuille                                                         |           | Krístos Markópoulos                        | PASOK |
| Ministre sans portefeuille                                                         |           | Kóstas Laliótis (jusqu'au 01/12/1988)      | PASOK |

### Remaniement du 17 mars 1989
- Les nouveaux ministres sont indiqués en gras, ceux ayant changé d'attributions en italique.

| Portefeuille                                                                                         | Titulaire | Titulaire                 | Parti |
| --- | --------- | ------------------------- | ----- |
| Premier ministre                                                                                     |           | Andréas Papandréou        | PASOK |
| Ministre de la Présidence du gouvernement Ministre de l'Industrie, de l'Énergie et de la Technologie |           | Anastásios Peponís        | PASOK |
| Ministre de l'Intérieur Ministre de l'Ordre public                                                   |           | Ákis Tsochatzópoulos      | PASOK |
| Ministre des Affaires étrangères                                                                     |           | Károlos Papoúlias         | PASOK |
| Ministre de la Défense nationale                                                                     |           | Ioánnis Charalambópoulos  | PASOK |
| Ministre de l'Économie nationale                                                                     |           | Panagiótis Roumeliótis    | PASOK |
| Ministre de la Santé, du Bien-être social et de la Sécurité sociale                                  |           | Apóstolos Kaklamánis      | PASOK |
| Ministre de la Justice                                                                               |           | Giánnis Skoularíkis       | PASOK |
| Ministre de l'Éducation nationale et des Religions                                                   |           | Giórgos Papandréou        | PASOK |
| Ministre de la Culture                                                                               |           | Mélina Merkoúri           | PASOK |
| Ministre des Finances                                                                                |           | Dimítris Tsovólas         | PASOK |
| Ministre de la Grèce du Nord                                                                         |           | Stélios Papathemelís      | PASOK |
| Ministre de la Mer Égée                                                                              |           | Evángelos Giannópoulos    | PASOK |
| Ministre de l'Agriculture                                                                            |           | Giánnis Pottákis          | PASOK |
| Ministre de l'Environnement, de l'Aménagement du territoire et des Travaux publics                   |           | Manólis Papastephanákis   | PASOK |
| Ministre du Travail                                                                                  |           | Geórgios Gennimatás       | PASOK |
| Ministre du Commerce                                                                                 |           | Giánnos Papantoníou       | PASOK |
| Ministre des Transports et des Communications                                                        |           | Giánnis Charalámpous      | PASOK |
| Ministre de la Marine marchande                                                                      |           | Antónios Dedidákis        | PASOK |
| Ministre du Tourisme                                                                                 |           | Níkos Skoulás             | PASOK |
| Ministre sans portefeuille                                                                           |           | Athanásios Philippópoulos | PASOK |
| Ministre sans portefeuille                                                                           |           | Krístos Markópoulos       | PASOK |

### Remaniement du 2 juin 1989
- Les nouveaux ministres sont indiqués en gras, ceux ayant changé d'attributions en italique.

| Portefeuille                                                                                         | Titulaire | Titulaire                 | Parti |
| --- | --------- | ------------------------- | ----- |
| Premier ministre                                                                                     |           | Andréas Papandréou        | PASOK |
| Ministre de la Présidence du gouvernement Ministre de l'Industrie, de l'Énergie et de la Technologie |           | Anastásios Peponís        | PASOK |
| Ministre de l'Intérieur Ministre de l'Ordre public                                                   |           | Panagiótis Markópoulos    | Sans  |
| Ministre des Affaires étrangères                                                                     |           | Károlos Papoúlias         | PASOK |
| Ministre de la Défense nationale                                                                     |           | Ioánnis Charalambópoulos  | PASOK |
| Ministre de l'Économie nationale                                                                     |           | Panagiótis Roumeliótis    | PASOK |
| Ministre de la Santé, du Bien-être social et de la Sécurité sociale                                  |           | Apóstolos Kaklamánis      | PASOK |
| Ministre de la Justice                                                                               |           | Konstantínos Stamátis     | Sans  |
| Ministre de l'Éducation nationale et des Religions                                                   |           | Giórgos Papandréou        | PASOK |
| Ministre de la Culture                                                                               |           | Mélina Merkoúri           | PASOK |
| Ministre des Finances                                                                                |           | Dimítris Tsovólas         | PASOK |
| Ministre de la Grèce du Nord                                                                         |           | Stélios Papathemelís      | PASOK |
| Ministre de la Mer Égée                                                                              |           | Evángelos Giannópoulos    | PASOK |
| Ministre de l'Agriculture                                                                            |           | Giánnis Pottákis          | PASOK |
| Ministre de l'Environnement, de l'Aménagement du territoire et des Travaux publics                   |           | Manólis Papastephanákis   | PASOK |
| Ministre du Travail                                                                                  |           | Geórgios Gennimatás       | PASOK |
| Ministre du Commerce                                                                                 |           | Giánnos Papantoníou       | PASOK |
| Ministre des Transports et des Communications                                                        |           | Giánnis Charalámpous      | PASOK |
| Ministre de la Marine marchande                                                                      |           | Antónios Dedidákis        | PASOK |
| Ministre du Tourisme                                                                                 |           | Níkos Skoulás             | PASOK |
| Ministre sans portefeuille                                                                           |           | Athanásios Philippópoulos | PASOK |
| Ministre sans portefeuille                                                                           |           | Krístos Markópoulos       | PASOK |